# Rio Svir
O rio Svir (em russo:  Свирь, em finlandês:  Syväri, em estoniano:  Sviri) é um rio no nordeste do Óblast de Leningrado, Rússia. Flui do lago Onega para o lago Ladoga, ligando os dois maiores lagos da Europa. É o maior dos rios que desaguam no lago Ladoga. 
Depois Pedro I, o Grande ter ligado o Svir com o rio Neva pelo canal Ladoga, o rio tornou-se parte do canal Volga-Báltico. Há duas centrais hidroeléctricas no Svir.
O rio passa junto do Mosteiro Alexander-Svirsky, que era o local do antigo gulag Svirlag (um dos mais temidos). A zona circundante do Svir foi palco de intensos combates durante a Guerra da Continuação (1941–1944).

## Cidades banhadas pelo Svir
- Podporozhye - 60° 54′ N, 34° 11′ L
- Lodeynoye Pole - 60° 43′ N, 33° 33′ L